# Garlaban
Le Garlaban, localement désigné Garlaban sans article défini, est un sommet de France qui surplombe la ville et la plaine d'Aubagne (Bouches-du-Rhône) et qui culmine à 714 mètres d'altitude.

## Géographie
Il est visible dans une grande partie du sud-est du département des Bouches-du-Rhône. De Marseille à la vallée de l'Huveaune, de l'autoroute de Toulon à celle d'Aix-en-Provence, le rocher s'impose au regard. Il était autrefois le repère pour les marins naviguant dans la baie de Marseille.
Le Garlaban a donné son nom au massif du même nom bien que le point culminant du massif soit la butte des Pinsots avec 731 mètres.

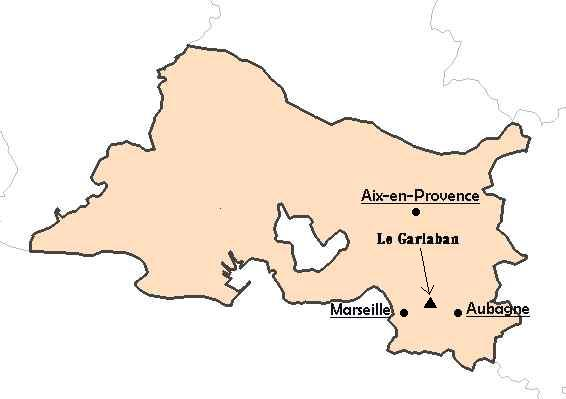
Situation du Garlaban dans les Bouches-du-Rhône.
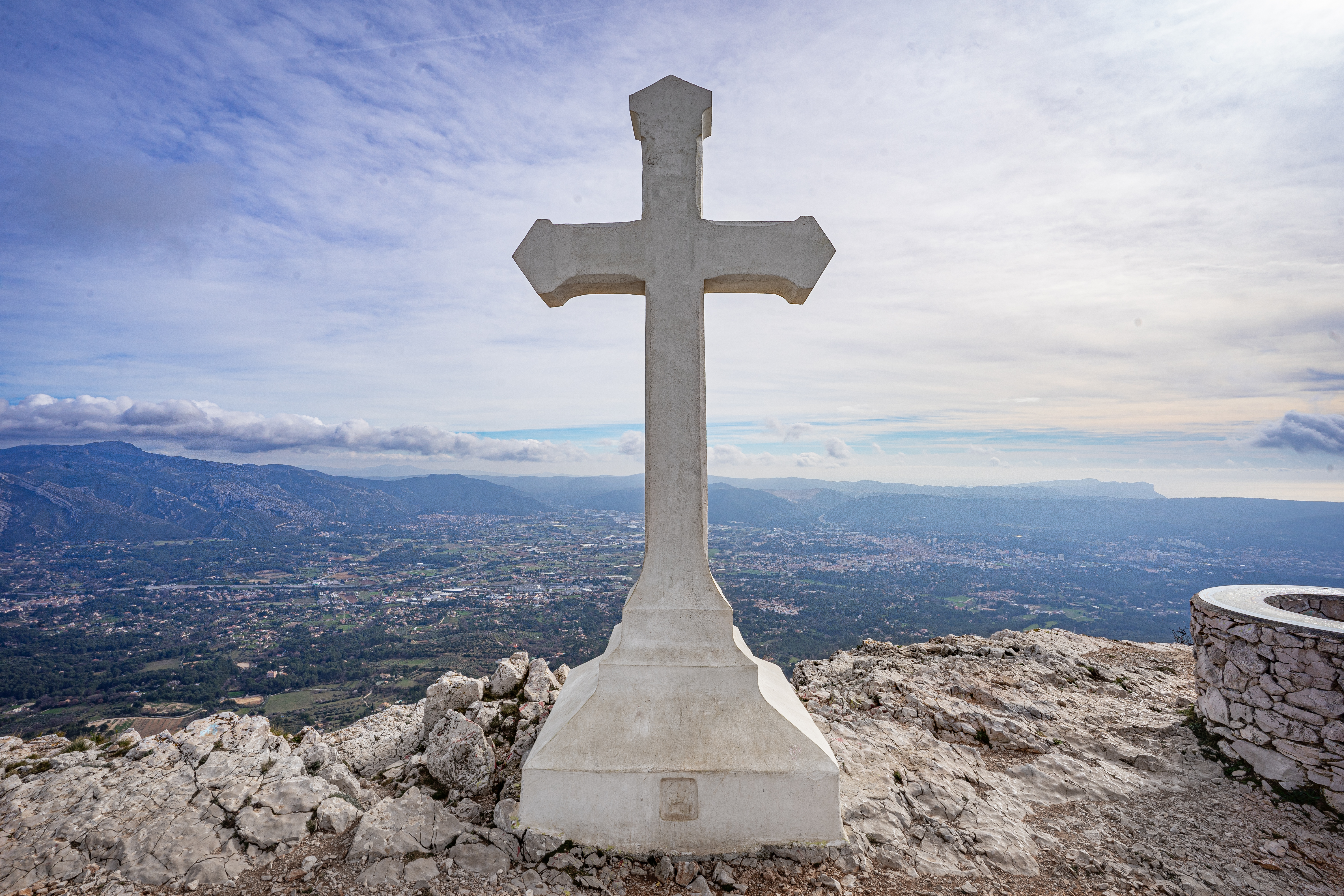
Panorama du haut du Garlaban avec sa croix.
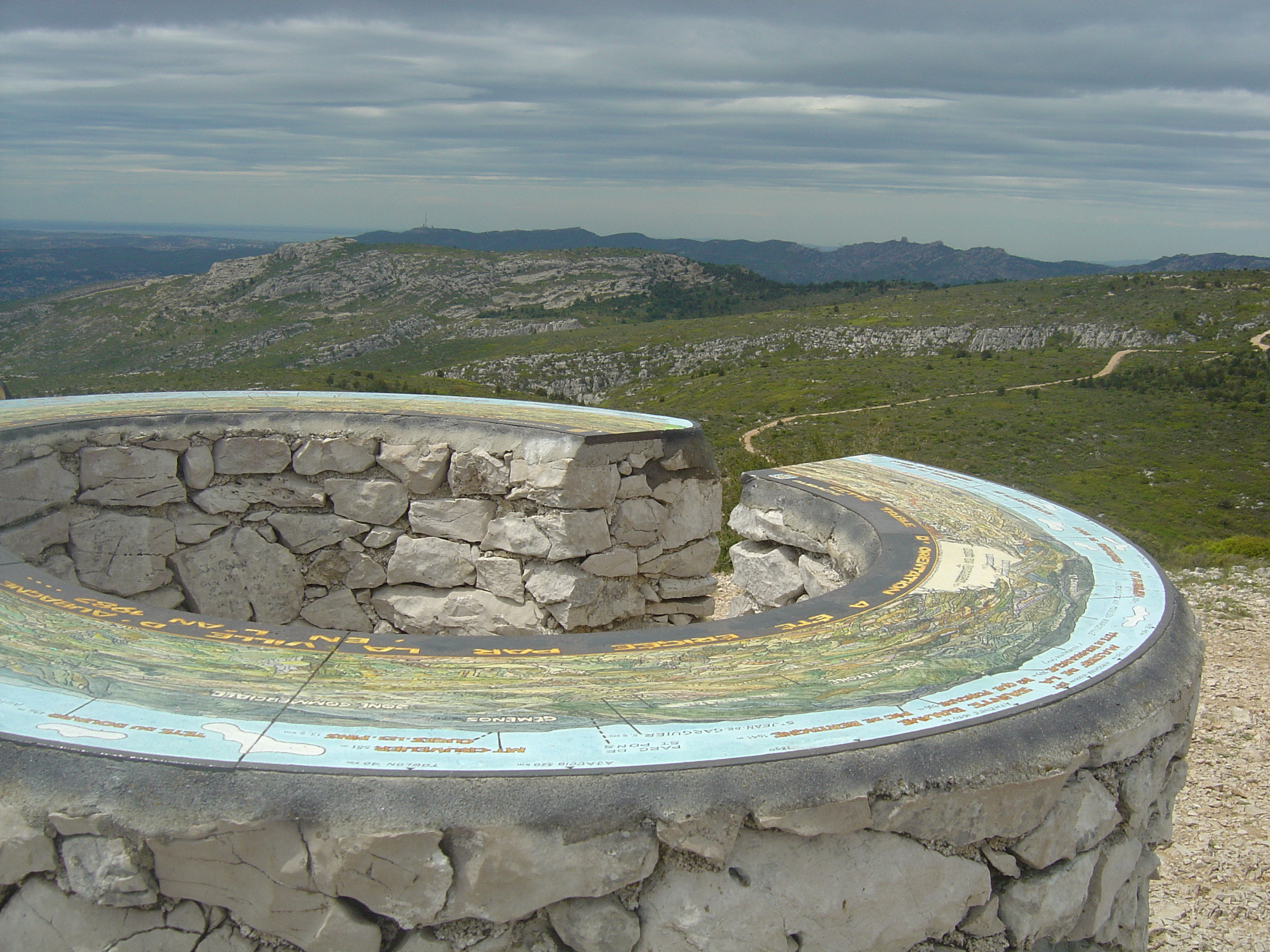
Table d'orientation et vue sur le massif de l'Étoile.
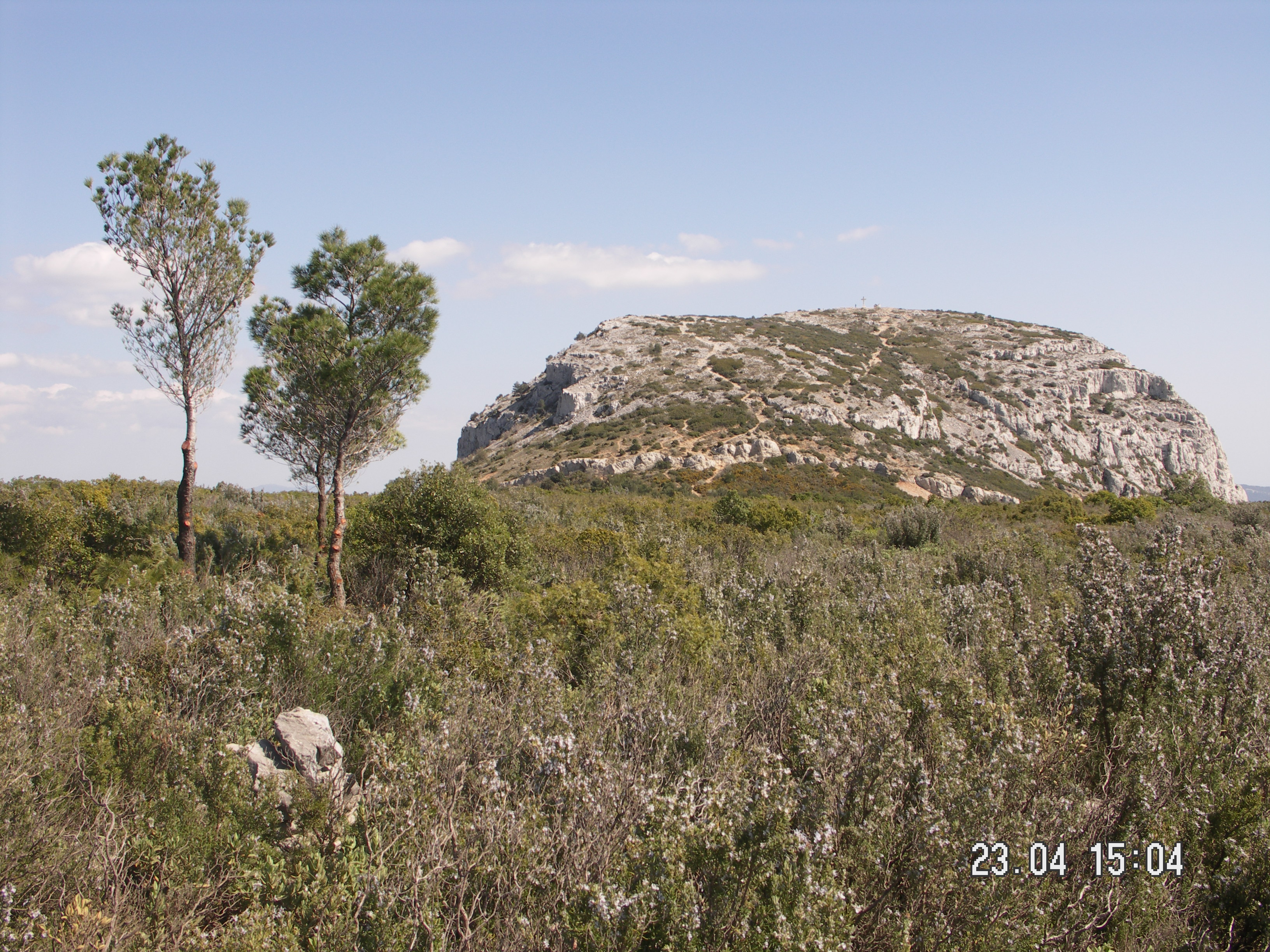
Le sommet du Garlaban côté nord.

## Dans la culture
Il fut le terrain de jeu des vacances de l'écrivain Marcel Pagnol, qui écrit en incipit de La Gloire de mon père : 

« Je suis né dans la ville d’Aubagne, sous le Garlaban couronné de chèvres, au temps des derniers chevriers. Garlaban, c’est une énorme tour de roches bleues, plantée au bord du Plan de l’Aigle, cet immense plateau rocheux qui domine la verte vallée de l’Huveaune. La tour est un peu plus large que haute : mais comme elle sort du rocher à six cents mètres d’altitude, elle monte très haut dans le ciel de Provence, et parfois un nuage blanc du mois de juillet vient s’y reposer un moment. Ce n’est donc pas une montagne, mais ce n’est plus une colline : c’est Garlaban. »

— Marcel Pagnol, La Gloire de mon père, 28 février 1895.
L'écrivaine Simone de Beauvoir évoque également le Garlaban, qu'elle orthographie « Gardaban », dans son livre de souvenirs La Force de l'âge, à propos des randonnées dont elle occupait ardemment son temps libre durant son affectation comme professeur à Marseille.